# フェアーグラウンド・アトラクション
フェアーグラウンド・アトラクション（Fairground Attraction）は、イングランドのバンド。

## 略歴
グラスゴー生まれの女性シンガー、エディ・リーダーは、ストリート・ミュージシャンとして活動した後、プロのセッション・ボーカリストとして、ユーリズミックス等のバックで歌うようになった。彼女が、旧友のマーク・E・ネヴィンに手紙を送ったことから、バンドの核ができる。
ロンドンのイースト・エンドを拠点に活動を開始し、間もなくRCAレコードと契約、デビューが決まる。
1988年3月発表のデビュー・シングル「パーフェクト」が、全英シングルチャート1位の大ヒットとなる。同年5月発表のデビュー・アルバム『ファースト・キッス』も、全英アルバムチャート1位の大ヒット。
1989年6月から7月にかけて、日本公演を行う。多くの新曲も披露される。
セカンド・アルバムを生み出すことなく、1990年に解散を発表。同年、シングルB面曲や未発表曲も含んだ編集盤『ラスト・キッス』発表。サム・クック、エルヴィス・プレスリー、ビートルズのカヴァーも聴ける。

### 解散後

#### エディ・リーダー
- 1992年に『エディ・リーダー』でソロ・デビュー。その後、『天使の嘆息』（1994年）、『キャンディフロス・アンド・メディスン』（1996年）、『エンジェルズ&エレクトリシティ』（1998年）、『シンプル・ソウル』（2001年）、『ドリフトウッド』（2002年）、『ロバート・バーンズを想う』（2003年）、『ピースタイム』（2007年）、『ラヴ・イズ・ザ・ウェイ』（2009年）を次々と発表。女性ソロ・シンガーとしてのキャリアを重ねる。
- 『ロバート・バーンズを想う』以降は、故郷スコットランドの伝承曲を多く取り上げるようになる。
- また、フェアーグラウンド・アトラクション時代からの盟友、ロイ・ドッズも、長年エディのサポートを続けている。

#### マーク・E・ネヴィン
- ブライアン・ケネディとスイートマウスを結成し、アルバム『グッドバイ・トゥ・ソングタウン』（1991年）を発表。ここで、フェアーグラウンド・アトラクション末期に温めていた新曲（その多くは来日公演で演奏された）を使う。
- モリッシー（元ザ・スミス）の『キル・アンクル』（1991年）に、ギターと作曲で参加。モリッシーの次作『ユア・アーセナル』（1992年）収録の「アイ・ノウ・イッツ・ゴナ・ハプン・サムディ」も、モリッシーとマークの共作で、この曲は、デヴィッド・ボウイの『ブラック・タイ・ホワイト・ノイズ』（1993年）でカヴァーされる。
- ケヴィン・エアーズの『スティル・ライフ・ウィズ・ギター』（1992年）に参加。
- その後は、他アーティストに楽曲を提供したり、1999年から本格的にソロ活動を開始し、アルバムを2枚発表している。リンゴ・スターの『ヴァーティカル・マン』（1998年）収録の「アイム・ユアーズ」は、マーク・E・ネヴィンとマーク・ハドソンとリンゴの共作。また、エディとは絶縁したわけではなく、時々彼女のために曲を書き下ろしている

2003年、1989年7月2日の川崎公演を収録したアルバム『ライヴ・イン・ジャパン』発表。

### 再結成
2023年12月、2024年の6月と7月に再結成来日公演を東京、名古屋、大阪で開催することを発表。
2024年3月22日には、35年ぶりとなる新曲「What's Wrong With The World?」を配信でリリース。また6月12日には、下記の日本限定発売のアナログEP及び9月発売のニューアルバムに収録される新曲「Beautiful Happening」のミュージック・ビデオをYouTubeで公開。19日には来日公演に合わせて、アルバム『ファースト・キッス』の日本国内プレスのクリアーレッドカラー・アナログLPと、新曲4曲入りのアナログEP『ビューティフル・ハプニング』を日本限定で発売した。また27日から7月3日まで、35年ぶりとなる来日公演『Beautiful Happening』を東名阪（全5公演、追加公演含む）で開催。チケットは全公演でソールドアウトとなった。9月20日には日本限定アナログEPと同タイトルのニューアルバム『Beautiful Happening』を発売。

## メンバー
- エディ・リーダー（Eddi Reader） - ボーカル ※トラッシュキャン・シナトラズのフランシス・リーダーは彼女の弟。
- マーク・E・ネヴィン（Mark E.Nevin） - ギター ※ほとんどの曲を作詞・作曲
- サイモン・エドワーズ（Simon Edwards） - ギタロン（メキシコの民族楽器で、ベースの役割）
- ロイ・ドッズ（Roy Dodds） - ドラム

## ディスコグラフィ

### スタジオ・アルバム
- 『ファースト・キッス』 - The First of a Million Kisses (1988年、RCA)
- 『ラスト・キッス』 - Ay Fond Kiss (2003年、RCA)
- 『ビューティフル・ハプニング』 - Beautiful Happening (2024年、Raresong Recordings)

### EP
- 『ビューティフル・ハプニング』 - Beautiful Happening（2024年、Sony Music）

### ライブ・アルバム
- 『ライヴ・イン・ジャパン』 - Kawasaki Live in Japan (2003年)

### コンピレーション・アルバム
- 『ベスト・セレクション』 - Best Selection (1994年)
- The ★ Collection (1994年)
- The Very Best of Fairground Attraction (1996年)
- The Masters (1997年)
- 『ベスト』 - The Best of Fairground Attraction (1998年)
- Perfect (2000年)
- 『ベスト・オブ・フェアーグラウンド・アトラクション』 - The Best of Fairground Attraction (2002年)
- The Very Best of Fairground Attraction (2004年)

### シングル
- 「パーフェクト」 - "Perfect" (1988年)
- 「ファインド・マイ・ラヴ」 - "Find My Love" (1988年)
- 「愛の微笑み」 - "A Smile in a Whisper" (1988年)
- 「クレアー」 - "Clare" (1989年)
- 「ウォーキング・アフター・ミッドナイト」 - "Walking After Midnight" (1990年)
- "What's Wrong With The World?" (2024年) ※配信リリース
- "Beautiful Happening" (2024年)